# 金山庄
金山庄為1920年至1945年間存在之行政區，轄屬臺北州基隆郡，金山庄役場位於下中股田心子。金山庄在二戰後改制為金山鄉，今新北市金山區。

## 歷史
- 1934年9月4日，金山庄役場遷移至下中股大字田心子104-1番地。
- 1935年10月11日，為了讓民眾更了解即將到來的1935年臺灣市會及街庄協議會員選舉，金山庄役場於早上10:00舉辦了一場模擬選舉會（日语：／）。中午12:00投票終了，下午13:00進行開票。

## 行政區劃
金山庄在清治時期及日治時期初期屬金包里堡的庄，在1896年3月隸屬「臺北縣基隆支廳」，在1897年7月1日隸屬「金包里辨務署」，金山地區被劃分為8個區。1899年7月21日，金包里辨務署被併入「基隆辨務署」，並被劃分為第4、5區。1901年11月11日，臺灣的行政區劃改為二十廳，金山地區隸屬「基隆廳金包里支廳」。1903年11月1日，基隆廳實施街庄整併，金山地區被整併為以下4個庄。
- 金包里堡：頂中股庄、下中股庄、頂角庄、中角庄[4]

1905年7月1日，金山地區改劃分為「金包里區」。1909年10月25日，基隆廳被併入臺北廳，金山地區隸屬「金包里支廳」。1920年10月1日，原堡里之行政區廢除，街庄改為大字；前述4庄合併為臺北州基隆郡「金山庄」，轄域內分為頂中股、下中股、頂角、中角四個大字。
- 下中股大字下有「南勢湖」、「焿子坪」、「坑子內」、「南勢」、「田心子」、「月眉」、「龜子山」、「水尾」、「磺港」、「金包里」、「社寮」、「崙子頂」小字名
- 頂中股大字下有「三重橋」、「大孔尾」、「死磺子坪」、「林口」、「茅埔頭」小字名
- 頂角大字下有「馬鞍格」、「磺溪頭」、「竹子山脚」、「牛埔子」、「葵扇湖」、「倒照湖」、「六股林口」、「頂六股」、「下六股」、「潭子內」、「曲尺坑子」、「三界壇」、「半嶺子」小字名
- 中角大字下有「西勢」、「清水」、「萬里阿突」、「尖山子」、「西勢湖」、「跳石」、「濆水」、「大水堀」小字名[4]

二戰後，金山庄在1946年1月16日改為臺北縣基隆區金山鄉。1950年8月，縣轄區廢止，金山鄉直接隸屬臺北縣。
| 原街庄 | 1903年 | 1905年   | 1905年   | 1920年-1945年 | 1920年-1945年 | 1946年 |
| 原街庄 | 區     | 區       | 街庄     | 街庄          | 大字          | 鄉鎮   |
| --- | ------ | -------- | -------- | ------------- | ------------- | ------ |
| 南勢湖庄、磺溪仔庄焿仔坪、磺溪仔庄後湖仔、磺溪仔庄大磺仔、南勢庄、公館崙庄、水尾庄、磺港庄、金包里街、崙仔頂庄 | 第4區  | 金包里區 | 下中股庄 | 金山庄        | 下中股        | 金山鄉 |
| 三重橋庄、大孔尾庄、林口庄                                                                                     | 第5區  | 金包里區 | 頂中股庄 | 金山庄        | 頂中股        | 金山鄉 |
| 磺溪頭庄、竹仔山腳庄、倒照湖庄、六股庄、三界壇庄、西勢湖庄半嶺仔                                               | 第5區  | 金包里區 | 頂角庄   | 金山庄        | 頂角          | 金山鄉 |
| 清水庄、西勢湖庄尖石庄、西勢湖庄西勢湖、跳石庄、五爪崙庄大水堀                                                 | 第5區  | 金包里區 | 中角庄   | 金山庄        | 中角          | 金山鄉 |

## 庄長
- 賴崇璧：1920年至1933年（原任金包里區長）
- 蘆田俊：1934年至1940年（後任七堵庄長）
- 中村知三：1941年至1943年?（後任新店街長）
- 福田梅太郎：1944年?至1945年[6]

## 人口
| 大字別 | 內地人 | 台灣人 | 中華民國人 | 小計(人) |
| ------ | ------ | ------ | ---------- | -------- |
| 下中股 | 65     | 5,183  | 41         | 5,289    |
| 頂中股 | 5      | 484    | 0          | 489      |
| 頂角   | 0      | 2,499  | 11         | 2,510    |
| 中角   | 1      | 2,465  | 9          | 2,475    |
| 小計   | 71     | 10,631 | 61         | 10,763   |

## 交通
- 金山至基隆間臺車，需時三小時
- 金山至淡水間汽車，由三合商事株式會社經營，需時兩小時
- 金山至基隆間汽船，寶山丸與成福丸，需時一小時[1]

## 設施
- 金山庄役場
- 金山郵便局
- 金山公學校→金山國民學校（今金山國小）
- 金山國民學校頂角分校（今三和國小）
- 金山農業專修學校（今金山高中）
- 金山信用購買販賣利用組合（1915年6月16日創立，今 金山地區農會）
- 金山庄業佃會
- 金山庄畜產組合
- 金山茶葉組合[1]

## 名所舊跡
- 金山溫泉
  - 金山新公共浴場：1939年6月完工，可眺望水尾海濱
  - 金山舊公共浴場：位於金包里公園
- 金包里海岸
- 礦港沙溫泉
- 金包里公園：因御大典記念事業而興建
- 燭臺雙嶼
- 金包里殉難憲兵忠魂碑：為1895年12月31日的金包里憲兵屯所襲擊而殉難的人所建，位於金包里公園內[1]